# Bomba de rebot
Les  bombes de rebot  (en anglès  bouncing bombs ) van ser una classe de bombes dissenyades durant la Segona Guerra Mundial per l'enginyer anglès Barnes Wallis per a rebotar sobre la superfície de l'aigua, la qual cosa permetia d' assolir objectius marítims protegits per defenses antitorpede. Una versió modificada es va utilitzar en el raid aeri contra les instal·lacions industrials de la vall del Ruhr el maig de 1943 per a destruir les preses de la vall, cosa impossible per mitjans convencionals a causa de l'efecte amortidor de l'aigua i per la grandària de les estructures.
En el seu disseny final, les bombes de rebot tenien forma cilíndrica; abans del seu llançament, un motor les feia girar sobre el seu eix longitudinal perquè en picar contra l'aigua, rebotessin esquivant les xarxes antitorpede. Arribant a l'objectiu, s'enfonsaven, i gràcies a un sistema d'espoleta hidroestàtica esclataven a la base del blanc.